# Hybosorus laportei
Hybosorus laportei är en skalbaggsart som beskrevs av John Obadiah Westwood 1845. Hybosorus laportei ingår i släktet Hybosorus och familjen Hybosoridae. Inga underarter finns listade i Catalogue of Life.